# Haltepunkt Karawajewi Datschi

Der Haltepunkt Karawajewi Datschi (ukrainisch Караваєві Дачі (зупинний пункт); russisch Караваевы Дачи (остановочный пункт)) liegt im Westen des Zentrums der ukrainischen Hauptstadt Kiew.
Er gehört zum Streckennetz der Piwdenno-Sachidna Salisnyzja und ist ca. 3 km vom Bahnhof Kyjiw-Passaschyrskyj entfernt.
Im Jahre 1926 ging der Haltepunkt in Betrieb und verfügt heute (2014) über drei Bahnsteige und fünf Bahngleise. Im Mai 2005 wurde ein modernes Empfangsgebäude eröffnet.
Es besteht Zugang zum Regional- und Nahverkehr, u. a. der S-Bahn Kiew, welche den Bahnhof mit einem dichten Angebot, insbesondere in den Hauptverkehrszeiten, bedienen.

## Weblinks

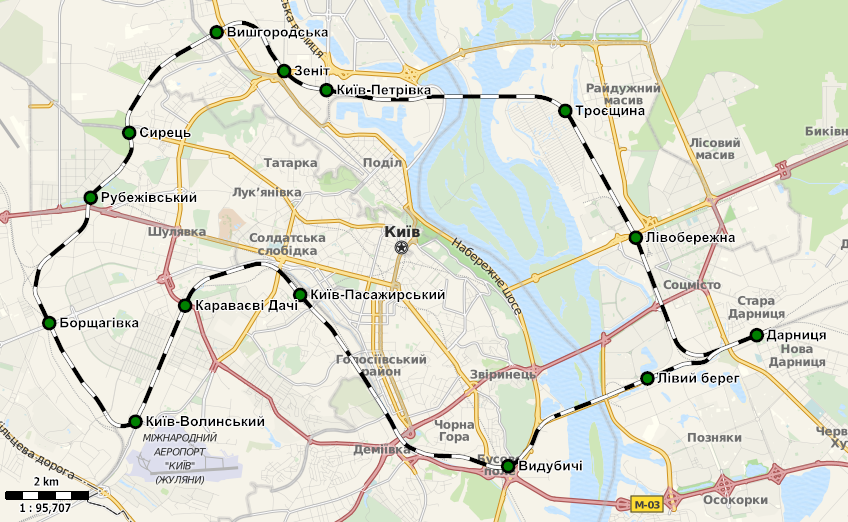
Der Kiewer S-Bahn-Ring mit dem Bahnhof Karawajewi Datschi